# Hertog van Pastrana

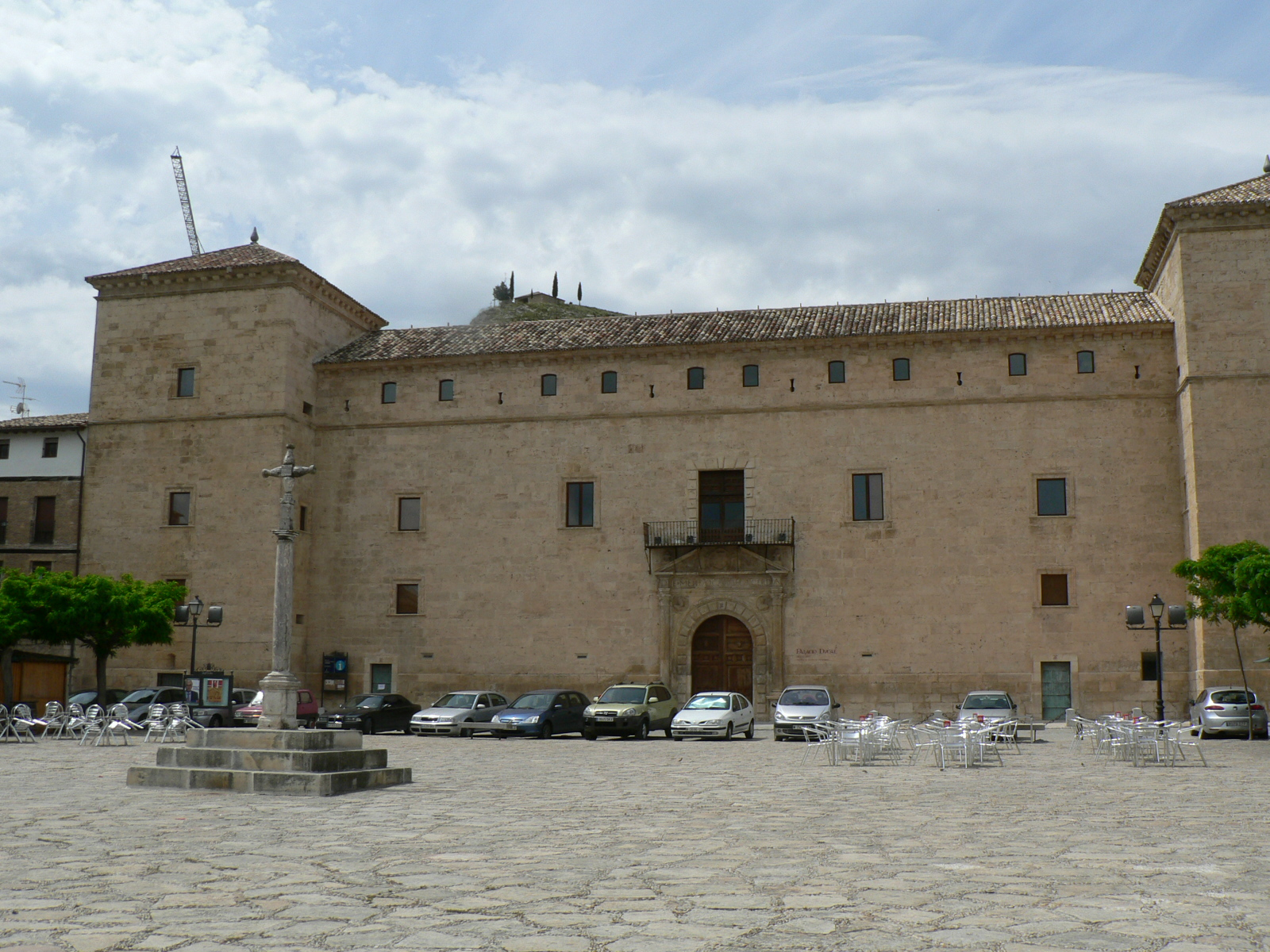
Hertogelijk paleis in Pastrana

De hertog van Pastrana is een Spaanse adellijke titel, verbonden aan een gelijknamig hertogdom.
Deze titel dateert uit de 16e eeuw, en werd bij koninklijk besluit gecreëerd. De huidige hertog sinds 2000 is José María de la Blanca Finat y Bustos. Deze familie behoort nog steeds tot de hoogste Spaanse adel.

## Hertogen van Pastrana
- Ruy Gómez de Silva
- Pedro de Alcántara Álvarez de Toledo

## Bekende familieleden
- Ana de Mendoza y de la Cerda